# Yuri Pimentel
Pour les articles homonymes, voir Pimentel (homonymie).
Yuri Pimentel est un journaliste et homme politique vénézuélien. Il a été vice-ministre (Communication et Information, Relations intérieures, Politiques et du Plan pour les Sciences, les Technologies et les Industries), et ministre de la Communication et de l'Information du Venezuela de 2005 à 2006.

## Biographie

### Formation et journalisme
Licencié en philosophie de l'Université centrale du Venezuela
,, il est attaché de presse à la municipalité de Libertador du District capitale de Caracas puis devient rédacteur en chef du journal Notiexpress.

### Débuts en politique
Entre 2004 et 2007, il détient plusieurs portefeuilles ministériels. Il entre d'abord au ministère de la Communication et de l'Information comme vice-ministre de la Stratégie en communication de septembre 2004 à août 2005 puis ministre de la Communication et de l'Information d'août 2005 à mars 2006 et enfin vice-ministre des Relations intérieures de mars 2006 à mars 2007. Lors du lancement de la chaîne pan-latino-américaine Tele Sur en juillet 2005, il déclare que « les pays latinoaméricains sont engagés dans une guerre, une guerre pour nous libérer de l'hégémonie américaine qui contrôle les plus grandes compagnies d'information », tout en soutenant la politique du président Chavez dont il déclare qu'il est le meilleur communicant pour la gestion du gouvernement et qu'il tente de mettre l'accent sur le processus révolutionnaire à travers son émission Aló Presidente.

### Carrière audiovisuelle
Il devient vice-président de la chaîne pan-latino-américaine Tele Sur puis président de la chaîne Venezolana de Televisión le 29 janvier 2008.

### Retour en politique
Alors qu'il est vice-ministre des Politiques et du Plan pour les sciences, les technologies et les industries en février 2011, il promeut une meilleure qualité de l'information délivrée aux Vénézuéliens par le lancement du satellite de communications Simón Bolívar puis un autre satellite en novembre de la même année.
En 2011, il est président de la Corporation des industries intermédiaires du Venezuela (Corpivensa) et vice-ministre des Politiques et du Plan pour les sciences, les technologies et les industries. À ce titre, il promeut plusieurs projets de développement, notamment un complexe industriel à Coro (État de Falcón) en février 2011.
En novembre 2011, il projette, pour un coût initial de 143,8 millions de dollars financé par le fonds chinois de coopération Chino, l'établissement du complexe de fabrication de matériel électroménager Haier sur l'autoroute Yare-Ocumare dans l'État de Miranda qui devrait à partir de septembre 2012 fabriquer annuellement plus de 800 000 appareils dont plus de 300 000 réfrigérateurs, 250 000 machines à laver et autant climatiseurs grâce à un transfert de technologies en provenance de République populaire de Chine.